# Diogo Brandão
Diogo Brandão (Porto, 1475 – 1530), foi um poeta palaciano, nascido no Porto, ao qual se deve a introdução na literatura portuguesa da ideia petrarquista do poeta como ser solitário, que tem na natureza o seu único confidente. Ele é um poeta presente no Cancioneiro Geral de Garcia de Resende, da sua obra destacam-se os poemas Pranto à Morte d'el-rei D. João II, onde faz um resumo histórico dos antecessores do monarca, aproveitando para glorificar Portugal e Fingimento de Amores, influenciado pelo Marquês de Santillana e por Dante Alighieri. 

## Biografia
Diogo Brandão era filho João Brandão e Dona Brites Pereira, seu pai era tesoureiro da Casa da Moeda de Porto e, posteriormente, contador da fazenda. Ele foi criado na Corte de D. João II, sendo cavaleiro da casa real, mas mudou-se para a cidade do Porto quando herdou o ofício de Contador da Fazendo devido à morte de seu pai João Brandão, cuja carta de nomeação é datada de 19 de abril de 1501. O sepultamento de seu pai ocorreu na igreja de São Francisco do Porto e sua arqueta tumular ainda é visível na Capela dos Reis Magos. Segundo Braamcamp Freire, a mãe de Diogo era Dona Brites Pereira, mas esta não era sua mãe biológica. De acordo com o historiador, João foi casado duas vezes, sendo a mãe biológica de Diogo uma mulher apelidada de Mesquita. Diogo tinha 3 irmãos: Isabel, Fernão e Filipa Pereira.
Antes de 1505, Diogo Brandão casou com Isabel Nunes Carneiro, fila de Nuno Álvarez e de Maria Domingues, seus sogros transferem para Diogo e sua filha a posse da Quinta de Coreixas, incluída no dote da esposa. Brandão também recebe o senhorio e ao longo dos anos, consegue juntar uma generosa fortuna em bens imobiliários, rendas, mercês e tenças que, muitas vezes, eram o resultado de uma "ética financeiro-mercantil" não muito límpida, que "reprovava mas praticava às ocultas". Talvez seja por isso que João Rodrigues de Sá lhe dirige algumas trovas, referindo-se a ele como "contador da comarca /eleito para medrar".
Segundo os dados dos genealogistas, Diogo Brandão e Isabel Nunes tiveram pelo menos três filhos: todos mencionam Jerónimo, D. Brites e D. Violante (que casa com Diogo Leite); alguns acrescentam João, Miguel e Margarida.

## Características da sua Obra
A grande maioria das líricas de Brandão é de temática amorosa. A cultura inerente ao autor é uma cultura baseada na tradição galego-portuguesa, com uma revitalização por parte da moda italiana de derivação stilnovista e petrarquista, com a presença de códigos medievais associados ao humanismo que já fazia sentir o seu peso no classicismo, no âmbito da formação cultural.
A frequente utilização de figuras retóricas, com destaque para o oxímoro e a antítese na poesia de Diogo Brandão é um forte indício da influência deste classicismo emergente, acabando esta por ser conceptual, uma vez associada à antiquada estereotipização do pensamento amoroso. Sendo um poeta palaciano, as ideias centrais da sua lírica amorosa não são particularmente originais, já que estão sempre submissas à visão do amor platónico, não-correspondido e inacessível e todo o sofrimento que causa ao enamorado. Os olhos e o coração têm um papel fundamental no amor, uma vez que permitem que se imagine episódios fantasiosos que resultam na excitação e na consequente ofuscação da capacidade racional, dando, assim, a ele origem. O amor acarreta um inevitável e constante sofrimento que é, no entanto, fundamental à vida, não tendo esta sentido sem a paixão e esse mesmo sofrimento a ele subjacente, na visão do poeta. Por outro lado, a disposição estética dos versos, sendo uma prioridade da retórica classicista, à qual Diogo Brandão, à semelhança de grande parte dos autores contemporâneos, é fiel, é alvo de uma especial atenção por parte do poeta, por esse mesmo motivo, em detrimento da elaboração da temática do texto poético que se verifica como acessível.

### Retórica e Métrica
Uma característica dos poetas palacianos era a contração dos sentimentos que tinham de ser expressados, adotando também Diogo Brandão esta característica perfeitamente, sem nunca abusar dos artifícios.
As principais figuras de estilo usadas pelo autor são a repetição, o oxímoro, o acrósito e o calembour, uma vez que são as mais prudentes para a expressão do amor. Para além disso, uma característica não menos importante é o uso do prefixo para expressar o pensamento negativo sobre o amor.
Na poesia do autor, uma certa tendência para o hipérbato ocorre repetidamente, talvez devido a requisitos métricos, ideias métricas e, possivelmente, à educação latina, que, segundo algumas fontes, ele teve. Nas suas obras de tipo amoroso, Brandão recorre ao uso de uma “comparação” que, na maioria dos casos, manifesta as suas funções discriminatórias e explicativas. O uso deste atributo estilístico lembra-nos o trabalho de um pregador que, para facilitar a compreensão do sermão, dá exemplos e faz comparações da vida quotidiana.
A versificação consiste em três partes: a primeira parte, que é chamada de “cabeça”  ou “mote” e revela o tema, a segunda, em que o autor o comenta e interpreta e a terceira parte, em que retorna ao tópico original - as rimas e o conteúdo do mote.
Em termos da estrutura do texto poético, a principal diferença entre cantigas (que Diogo Brandão prefere) e vilancetes consiste no tipo de esquema rimático e não no número de versos ou no tipo de versos. O tradicional esquema das cantigas de “mote” é ABBA CDCD, enquanto que nos vilancetes se verifica o ABB CDDC . Nas rimas da terceira parte, encontra-se uma particular forma “mista” – vilancete em forma de cantiga (em vez de ter o esquema ABB CDCD CBB, tem ABB CDCD ABB). Mas este esquema não é uma condição necessária, já que os autores, muitas vezes, recorrem a uma pequena mudança em uma das três partes.

## O Fingimento D'Amores
A aparência de alegoria do “Inferno de amor” na literatura existe devido a duas tendências opostas: os autores reduzem a descrição tradicional do Inferno, mas ao mesmo tempo exageram em escrever sobre esse lugar especial para amantes infelizes. Na época do nosso autor, a literatura clássica e a literatura monástica ditavam as regras do que deveria ser a literatura.
Entretanto, o autor introduz mudanças no esquema característico do verso. Geralmente, em “Inferno”,  os amantes, condenados com o tormento eterno, expressam o seu próprio estado desesperado. No entanto, o Orfeu de Brandão está feliz por sofrer, pois significa que, na sua vida, ele conseguiu desfrutar dos prazeres do amor.
A segunda modificação que o autor faz é sobre a conclusão do poema. O amante, em poemas deste tipo, chega à conclusão de que a vida na concupiscência não é correta e leva à morte. Deveria, por esse motivo, seguir o caminho da paixão. Mas Brandão, sabendo sobre o seu futuro destino, afirma que nunca deixará de amar a sua dama.

## O Pranto à Morte de D. João II
A obra de 42 estrofes foi escrita com certeza após 10 de Junho de 1499, pois são mencionadas as descobertas as Índias, e trata-se de uma dedicatória ao rei recém-falecido, João II, na qual descreve os acontecimentos mais marcantes da vida do rei, com destaque para os Descobrimentos, como é o caso do impulso que deu à conquista da costa africana até ao Congo:
"Com anymo grande d'esperas reaes
abrio o caminho de todo Guynee,
mays por creçer a catolica fee
que nam por cobyça dos bens temporaes.
Com ela fez rico os seus naturaes,
os infyes trouxe aver saluaçam;
poys obras tam justas e tam deuynaes
seram sempre vyuas segundo razam." 
Uma obra marcada pelos “poemas da morte”, n’O Pranto à Morte de D.João II verifica-se a presença de uma forma ortodoxa de lidar com a morte, recorrendo à profunda lamentação e ao elogio hiperbólico, sendo este referente não só a D. João II, como também ao seu sucessor, recorrendo às características deste como forma de consolação. Partindo da sua morte, acaba por falar sobre esse domínio de uma forma geral, referindo que a morte, apesar de significar o triste fim da existência concreta entre os homens da Terra, representa a passagem para a glória e salvação eterna, recorrendo a uma tranquila aceitação estoicista deste acontecimento, devido à sua inevitabilidade:
Tornando poys logo aquesta çerteza
que todos hua vez morrer nos conuem,
esforçar-nos deuemos fazê-lo tam bem
que a morte syntamos com menos tristeza.
Esta tomemos com toda a firmeza
poys ha-de vyr de necessidade,
menos sintyremos a sua crueza
quando a recebermos com boa vontade.

## Leituras posteriores
- Miranda, Ribeiro; Carlos, José (1985). O poeta e o Príncipe: Ensaio Sobre as Trovas de Diogo Brandão à Morte de D. João. Porto: [s.n.]

Braga, Teófilo - Poetas Palacianos, Porto, Imprensa Portugueza, 1871